# 德国人民党
德国人民党（德語：Deutsche Volkspartei, DVP)，魏玛共和国时期以实业家为中心得到支持，在政治立场上是中间偏右派的政党。
其最著名的党员是1926年诺贝尔和平奖得主、外交部长古斯塔夫·施特雷泽曼。
人们普遍认为该党代表了德国实业家的利益。但是大部分议员都是大企业和银行董事会和监事组织的理事，在政党政治上，大企业和银行具有一定的自立性。它的政纲强调了基督教家庭价值观、世俗教育、低关税、反对福利支出和土地补贴，以及对“马克思主义”（即共产党及社会民主党）的敌意。另外，人民党虽然没有明确反对魏玛共和国，但它只是勉强接受了共和国，因此最初是魏玛联盟的“国民反对派”的一部分。

## 党史
在1919年1月的国民议会选举中，德国人民党获得的议席只有19席。作为第一在野党的社会民主党、第二党的中央党、第三党民主党组成的联合政权“魏玛联盟”形成，人民党成为在野党。同年7月，对魏玛宪法的投票投了反对票。
1920年6月国会选举后，约瑟夫·魏尔斯辞职，威廉·库诺组成新内阁，并成立了一个主要由无党派经济学家和德国人民党、德国民主党、德国中央党和巴伐利亚人民党成员组成的联合政府。
1923年1月，法国和比利时军队占领鲁尔，库诺采取消极抵抗政策。导致德国经济崩溃，为了偿还债务，政府大量印刷货币，导致通货膨胀达到顶点，8月12日库诺和他的内阁辞职。
之后，施特雷泽曼从1923年到1929年，在威廉·马克思的6个内阁中，一直担任德国外长。
1929年，施特雷泽曼逝世后，人民党逐渐倾向于右翼。
1930年，德国人民党与德国社会民主党就失业救济金问题发生争执，推翻了赫尔曼·穆勒政府。
在1932年7月的选举中，该党得票率进一步减少，只剩下7个席位，在政界影响力迅速下降。为了拯救该党，主席Eduard Dingeldey与最大的保守党德国国家人民党达成协议，并在1932年11月的选举中提出了联合名单。它只增加了4个席位，几乎所有剩下的自由主义者都辞职了。
1933年授权法通过后，人民党受到越来越多的威胁，纳粹党于1933年7月4日解散了该党。
二战后，德国人民党的成员参与了自由民主党的创立。

## 国会选举结果
| 选举日        | 得票        | 得票率 | 席位数 (总席为数) | 排名  |
| ------------- | ----------- | ------ | ----------------- | ----- |
| 1919年1月19日 | 1,345,638票 | 4.4%   | 19席位（421席位） | 第6党 |
| 1920年6月6日  | 3,919,446票 | 13.9%  | 62席位（459席位） | 第4党 |
| 1924年5月4日  | 2,694,381票 | 9.2%   | 45席位（472席位） | 第5党 |
| 1924年12月7日 | 3,049,064票 | 10.1%  | 51席位（493席位） | 第4党 |
| 1928年5月20日 | 2,679,703票 | 8.7%   | 45席位（491席位） | 第5党 |
| 1930年9月14日 | 1,577,365票 | 4.7 %  | 30席位（577席位） | 第6党 |
| 1932年7月31日 | 436,002票   | 1.2%   | 7席位（608席位）  | 第7党 |
| 1932年11月6日 | 660,889票   | 1.9%   | 11席位（584席位） | 第7党 |
| 1933年3月5日  | 432,312票   | 1.1%   | 2席位（647席位）  | 第7党 |